# Territoire de Memel
Pour les articles homonymes, voir Memel (homonymie).
1920–1923
Entités précédentes :
- République de Weimar

Entités suivantes :
- République de Lituanie

Drapeau du territoire de Memel entre 1919 à 1924, puis de facto jusqu'en 1939.

Le territoire de Memel (en allemand Memelland) ou région de Klaipėda (en lituanien Klaipėdos kraštas) est une région située autour de l'actuelle ville lituanienne de Klaipėda qui bénéficia d'un statut particulier entre 1920 et 1939.
Ancienne région du royaume de Prusse située dans la province de Prusse-Orientale, majoritairement peuplée de germanophones, le territoire de Memel fut créé après la Première Guerre mondiale par le traité de Versailles, puis placé par la Société des Nations sous administration française. Il fut occupé par la Lituanie en 1923, annexé par l'Allemagne nazie en 1939, puis par l'URSS en 1945 qui l'a incorporé à la Lituanie.
Le territoire était constitué d'une bande de 140 km de long et de 20 km de large au nord du fleuve Niémen, entre la Prusse-Orientale et la Lituanie proprement dite. Il comptait 145 000 habitants en 1939. Les plus grandes villes étaient Memel (actuelle Klaipėda, 40 000 habitants), Heydekrug (actuelle Šilutė, 5 000 habitants) et Pogegen (actuelle Pagėgiai, 2 800 habitants).

## Histoire

### Origine
Le territoire de Memel qui s'étend sur une région peuplée à l'origine par des tribus curoniennes et skalviennes fut conquis par l'ordre Teutonique vers 1252. L'ordre y construisit le château et la ville de Memel (actuelle Klaipėda). En 1422, la paix du lac de Melno met fin à des décennies de conflit entre l'ordre Teutonique et l'alliance du royaume de Pologne et du grand-duché de Lituanie : la frontière de la Prusse (administrée par l'Ordre) est fixée au nord du Niémen et inclut la ville de Memel. Elle n'est plus modifiée jusqu'à la fin de la Première Guerre mondiale.
En 1918, la région de Memel, située à l'extrémité orientale de la Prusse, est habitée en majorité par une population germanophone, les autres groupes ethniques étant des Lietuvininsks (ou Lituaniens de Prusse) et des Lituaniens. Elle fait partie du nord du district de Gumbinnen et de l'arrondissement de Memel.

### Traité de Versailles

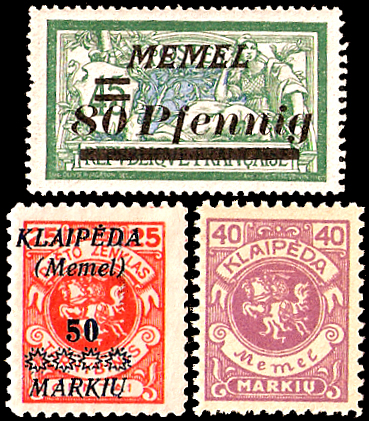
Timbres-poste du territoire de Memel, en service entre 1920 et 1925. Le timbre du haut est français, au type Merson, avec une surcharge en allemand. Les timbres du bas sont lituaniens, celui de gauche possédant une surcharge en lituanien et en allemand, l'autre aucune, car ce dernier était réservé à une utilisation postale dans le territoire.

À la fin de la Première Guerre mondiale sont rétablis les États nouvellement indépendants de Pologne et de Lituanie, favorables à la division de la Prusse.
Par l'article 99 du traité de paix signé à Versailles, le 28 juin 1919, l'Allemagne « renon[ça], en faveur des principales puissances alliées et associées, à tous droits et titres sur les territoires compris entre la mer Baltique, la frontière nord-est de la province de Prusse-Orientale décrite à l'article 28 [dudit traité] et les anciennes frontières entre l'Allemagne et la Russie » ; et elle « s'engage[a] à reconnaître les dispositions que les principales puissances alliées et associées prendr[aie]nt relativement à ces territoires, notamment en ce qui concerne la nationalité des habitants ».

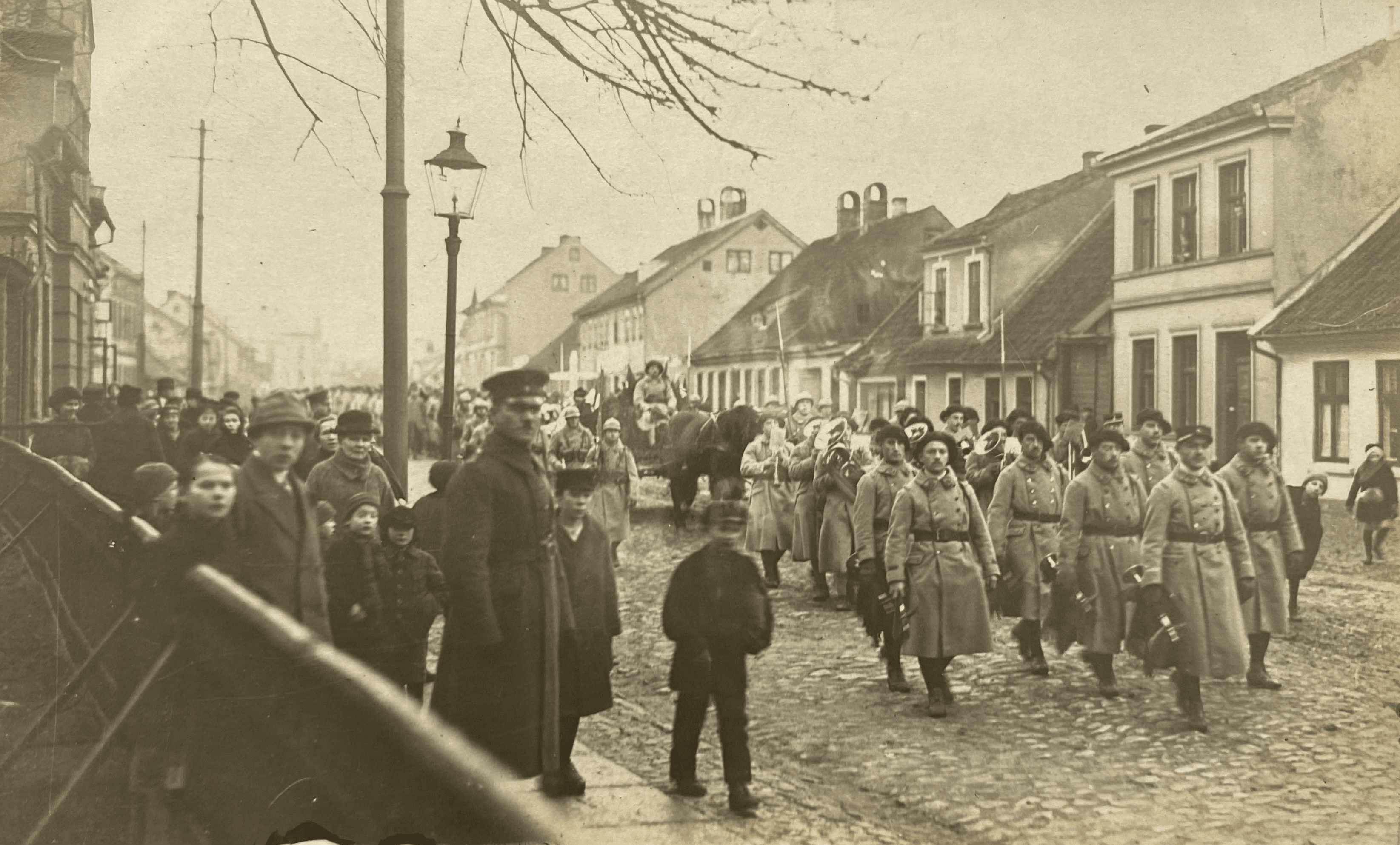
Défilé du 21e bataillon de chasseurs français dans les rues de Memel pendant l'occupation administrative Française, photo prise vers 1920

En 1920, le traité de Versailles consacre la création du territoire de Memel, constitué de la région prussienne située au nord du Niémen, indépendamment de la volonté de ses habitants. Ce territoire est placé sous le contrôle de la Conférence des ambassadeurs et sous administration française. Le 3 février 1920, les premiers éléments du 21e bataillon de chasseurs débarquent dans le port de Memel, accompagnant les membres de la Commission administrative française chargée de gérer le territoire au nom des Alliés.
Progressivement, les timbres-poste allemand du type Germania sont remplacés par des timbres français des types Semeuse et Merson, portant des surcharges MEMEL, remplaçant « République française » rayé et la nouvelle valeur faciale exprimée en mark ou en pfennig. Soixante-neuf bureaux de poste sont ouverts et cent-dix timbres français surchargés émis pendant les trois ans d'administration française, ce nombre important s'expliquant par les incessants changements de tarifs.

### Prise de pouvoir lituanienne

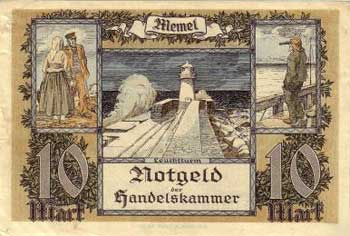
Billet de 10 marks émis à partir de 1922 et utilisé dans le territoire de Memel.

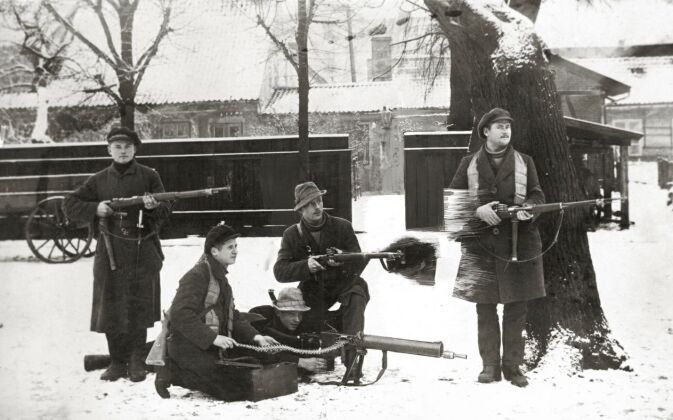
Insurgés lituaniens en 1923.

Pendant la période d'administration française, l'idée d'un État indépendant de Memelland prend forme parmi les habitants de la région. L'organisation Deutsch-Litauischer Heimatbund (« association patriotique germano-lituanienne ») promeut l'idée d'un Freistaat Memelland, qui doit revenir plus tard à l'Allemagne. Elle compte 30 000 membres, allemands et lituaniens, soit environ 20 % de la population totale. En 1921, un référendum non officiel organisé par l'Arbeitsgemeinschaft für den Freistaat Memel (« équipe de travail pour un État libre de Memel ») et auquel 75 % des électeurs participent approuve la création d'un État indépendant et désapprouve une éventuelle union avec la Lituanie.
Le 9 janvier 1923, l'armée lituanienne envahit le territoire au cours de la révolte de Klaipėda, grâce à l'aide de milices qui y étaient entrées clandestinement. La France, qui entreprend à la même époque l'occupation de la Ruhr, ne prend aucune mesure importante pour contrer la rébellion, alors que la garnison sur place est en large infériorité numérique (250 soldats contre 1 400 soldats et insurgés lituaniens). Le 19 janvier 1923, le territoire est annexé par la Lituanie, aux termes de combats qui font 12 morts lituaniens et 2 français.

### Région autonome au sein de la Lituanie

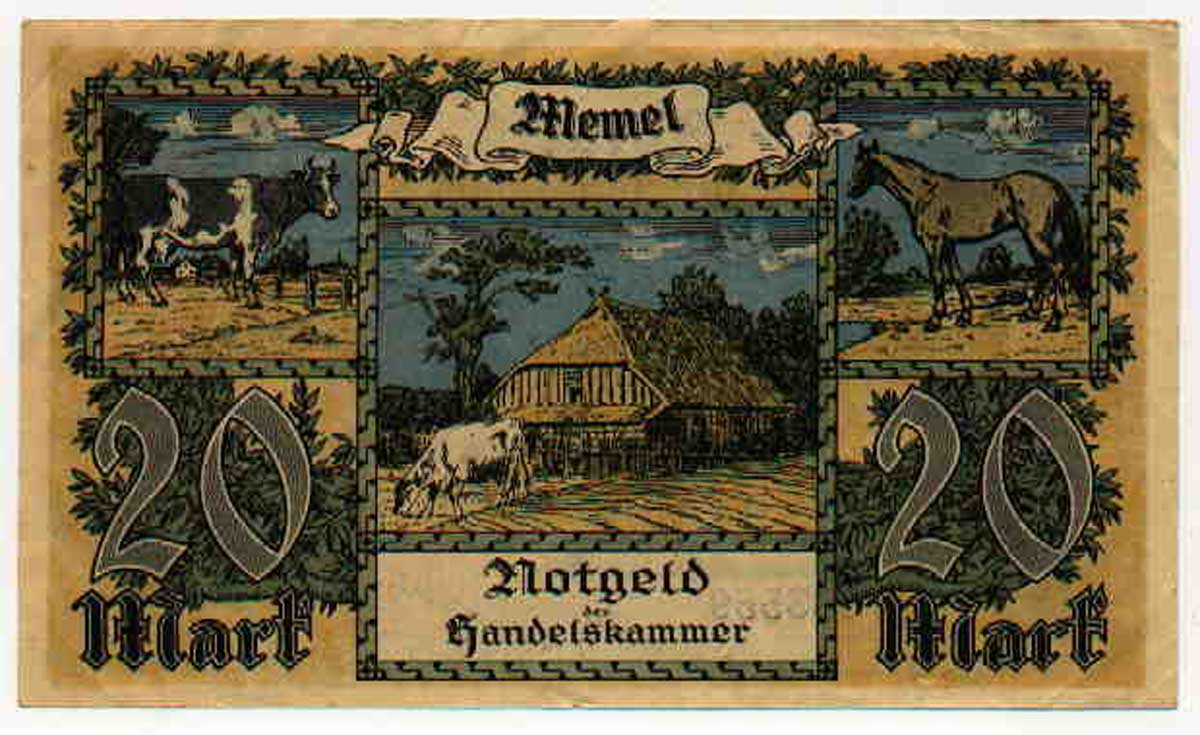
Memel, 20 marks édités en 1922.

Le 8 mai 1924, une convention signée entre la Conférence des Ambassadeurs et la Lituanie confirme l'annexion du territoire par cette dernière, mais sous la forme d'une région autonome,. Celle-ci se voit accorder un parlement séparé, un système judiciaire distinct, une citoyenneté propre, deux langues officielles, la capacité de lever ses propres impôts, de prélever des droits de douane, de gérer ses affaires culturelles et religieuses, d'assurer le contrôle interne de l'agriculture et de la sylviculture, ainsi que d'établir un régime de sécurité sociale.
L'annexion donne à la Lituanie le contrôle d'un port sur la mer Baltique libre de glaces toute l'année. Ce pays fait pleinement usage du port de Klaipėda, le modernisant et l'adaptant, principalement pour ses exportations agricoles. La reconstruction du port est certainement l'un des projets d'investissement à long terme les plus importants adoptés par le gouvernement lituanien pendant l'entre-deux-guerres.
Les habitants du territoire ne sont pas consultés pour ces accords. En fait, tout au long de l'entre-deux-guerres, les partis politiques pro-allemands disposent d'une majorité de plus de 80 % à toutes les élections au parlement local. La région est principalement germanophone et de nombreux locuteurs lituaniens se déclarent eux-mêmes comme Memellanders lors des recensements officiels. Les différences religieuses sont également importantes : 95 % des habitants du territoire sont luthériens tandis que 90 % des Lituaniens sont catholiques. Le gouvernement lituanien rencontre donc une forte opposition de la part des institutions autonomes de la région.
Au fil des années, les revendications sur une réintégration à une Allemagne en plein essor se font de plus en plus pressantes. C'est alors que la Lituanie instaure une politique de « lituanisation » : elle rencontre de plus en plus d'opposition, les différences religieuses et régionales devenant lentement insurmontables.
Fin 1926, Antanas Smetona prend le pouvoir en Lituanie à la suite d'un coup d'État. Il met en place une politique de discrimination et de lituanisation, écartant les germanophones et les Lietuvininsks (Lituaniens de la province de Prusse-Orientale) de l'administration du territoire. Dans ce contexte, les organisations pronazies s'implantent dans le territoire de Memel. En 1934, plusieurs dizaines d'activistes pronazis sont jugés par la Lituanie pour terrorisme. Trois membres de ces organisations sont condamnés à mort et leurs dirigeants sont emprisonnés. Du fait de pressions politiques et économiques de l'Allemagne, la plupart sont libérés par la suite.

### Prise de contrôle par l'Allemagne

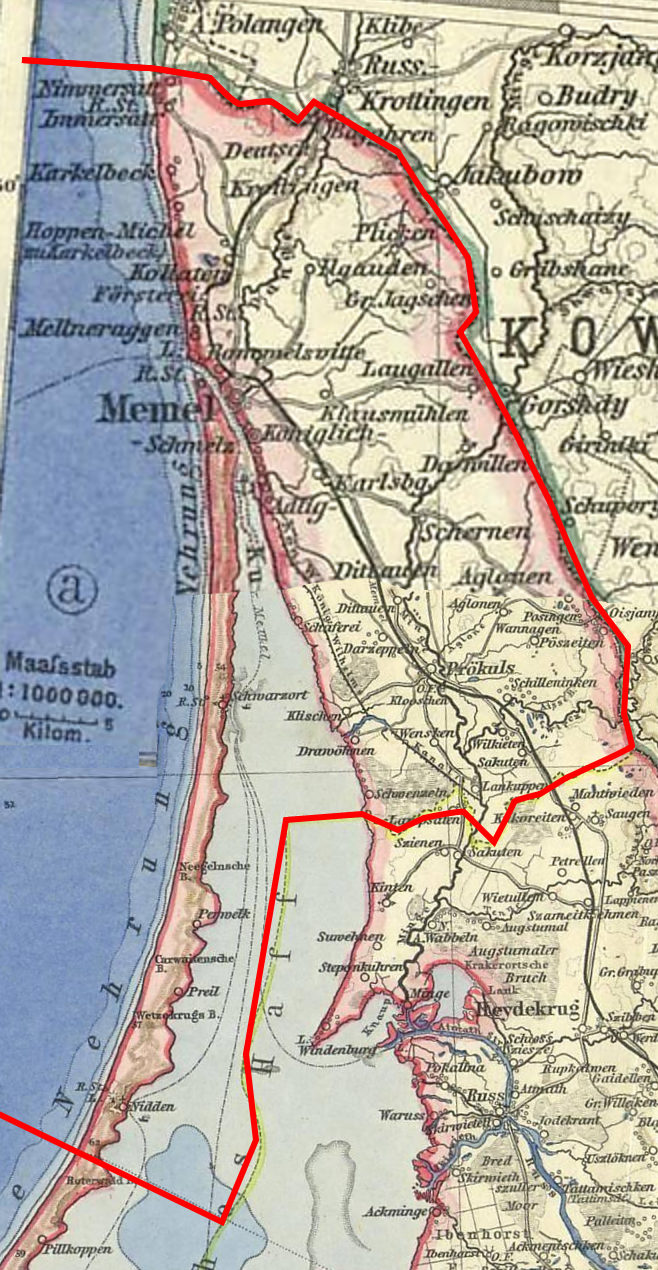
Carte de l'arrondissement de Memel.

En 1938, Adolf Hitler déclare que la reconquête de Memel est une priorité, juste après les Sudètes. Lorsque la Pologne présente un ultimatum à la Lituanie le 17 mars 1938 exigeant d'établir des relations diplomatiques entre les deux pays, l'Allemagne déclare qu'en cas de conflit entre la Pologne et la Lituanie, elle interviendrait pour reprendre Memel et l'Ouest du pays. Une semaine plus tard, l'Allemagne présente à la Lituanie un mémorandum exigeant la liberté d'action pour les activistes pro-allemands et une réduction de l'influence lituanienne dans le territoire. La Lituanie choisit de remettre le problème à plus tard, en espérant une amélioration du contexte international, tactique qui ne s'avère pas payante : la propagande et les manifestations pro-nazies se généralisent ; aux élections parlementaires locales de décembre 1938, les partis pro-allemands reçoivent 87 % des suffrages.
Le 20 mars 1939, Joachim von Ribbentrop, ministre des Affaires étrangères allemand, adresse un ultimatum oral à Juozas Urbšys, son homologue lituanien, exigeant l'abandon du territoire par la Lituanie. Le 23 mars suivant, une délégation lituanienne se déplace à Berlin afin de signer sa cession, moyennant un bail emphytéotique de 99 ans sur une zone dans le port de Memel pour l'utilisation d'installations érigées les années précédentes.
Les forces allemandes envahissent le territoire avant même la ratification officielle lituanienne. Le Royaume-Uni et la France, suivant une politique d'apaisement déjà employée lors du conflit des Sudètes, choisissent de ne pas défier Hitler.
Après l'annexion allemande de 1939, de nombreux Lituaniens quittent Memel et sa région. Administrativement, le territoire est englobé dans la province de Prusse-Orientale, comme avant 1919. Le port de Memel est rapidement transformé en base navale par les Allemands.

### Seconde Guerre mondialeet après-guerre
Fin 1944, à l'approche de l'Armée rouge, la quasi-totalité de la population de Memel est évacuée. Pendant la bataille de Memel, la ville assiégée est défendue par l'armée allemande jusqu'au 28 janvier 1945. À sa capture par les forces soviétiques, elle est presque complètement déserte. Il ne restait plus qu'une cinquantaine de vieillards ou blessés.
À la fin de la guerre, la majorité des habitants du territoire ont fui vers l'Ouest pour s'installer en Allemagne. En 1945-46, on dénombre environ 35 000 habitants lietuvininsks et allemands. Au cours de la période 1945-1950, environ 8 000 personnes sont transférées à l'Ouest.
Les derniers Allemands de souche sont ensuite expulsés, la plupart choisissant de fuir vers ce qui allait devenir l'Allemagne de l'Ouest. Ceux qui restent dans l'ancien territoire de Memel perdent leur emploi. En 1951, la Lituanie expulse 3 500 personnes vers l'Allemagne de l'Est. En 1958, quand l'émigration est autorisée, la majorité de la population allemande et les Lietuvininsks émigrent vers l'Allemagne de l'Ouest.
Les familles des notables locaux lituaniens, qui s'étaient opposés aux partis allemands avant la guerre, sont déportées vers la Sibérie[pourquoi ?][Information douteuse].

### Chronologie
La liste suivante détaille la chronologie des entités ayant successivement contrôlé la région correspondant au territoire de Memel :
- Avant 1252 : Curoniens et Skalviens ;
- 1252-1525 : chevaliers Porte-Glaive et État monastique des chevaliers teutoniques ;
- 1525-1657 : duché de Prusse, fief de la république des Deux Nations ;
- 1657-1701 : duché de Prusse, membre du Brandebourg-Prusse ;
- 1701-1871 : royaume de Prusse ;
- 1871-1918 : royaume de Prusse, membre de l'Empire allemand ;
- 1918-1920 : État libre de Prusse, membre de la république de Weimar ;
- 1920-1923 : Conférence des ambassadeurs ;
- 1923-1939 : République de Lituanie ;
- 1939-1945 : Troisième Reich ;
- 1945-1990 : RSS de Lituanie, membre de l'Union soviétique ;
- Depuis 1990 : République de Lituanie.

## Parlement
Le parlement local compte 29 membres. Les hommes et les femmes de plus de 23 ans ont le droit de vote.
Le tableau ci-dessous résume la composition du parlement local au fil des élections :
| Année | Memelländische Landwirtschaftspartei (Parti agricole) | Memelländische Volkspartei (Parti populaire) | Sozialdemokratische Partei (Parti social-démocrate) | Arbeiterpartei (Parti des travailleurs) | Parti communiste        | Autres            | Parti populaire lituanien |
| ----- | ----------------------------------------------------- | -------------------------------------------- | --------------------------------------------------- | --------------------------------------- | ----------------------- | ----------------- | ------------------------- |
| 1925  | 38,1 % : 11 sièges                                    | 36,9 % : 11 sièges                           | 16,0 % : 5 sièges                                   |                                         |                         | 9,0 % : 2 sièges  |                           |
| 1927  | 33,6 % : 10 sièges                                    | 32,7 % : 10 sièges                           | 10,1 % : 3 sièges                                   |                                         | 7,2 % : 2 sièges        |                   | 13,6 % : 4 sièges         |
| 1930  | 31,8 % : 10 sièges                                    | 27,6 % : 8 sièges                            | 13,8 % : 4 sièges                                   | 4,2 % : 2 sièges                        |                         |                   | 22,7 % : 5 sièges         |
| 1932  | 37,1 % : 11 sièges                                    | 27,2 % : 8 sièges                            | 7,8 % : 2 sièges                                    | 8,2 % : 3 sièges                        |                         |                   | 19,7 % : 5 sièges         |
|       | Liste unifiée allemande                               | Liste unifiée allemande                      | Liste unifiée allemande                             | Liste unifiée allemande                 | Liste unifiée allemande | Partis lituaniens | Partis lituaniens         |
| 1935  | 81,2 % : 24 sièges                                    | 81,2 % : 24 sièges                           | 81,2 % : 24 sièges                                  | 81,2 % : 24 sièges                      | 81,2 % : 24 sièges      | 18,8 % : 5 sièges | 18,8 % : 5 sièges         |
| 1938  | 87,2 % : 25 sièges                                    | 87,2 % : 25 sièges                           | 87,2 % : 25 sièges                                  | 87,2 % : 25 sièges                      | 87,2 % : 25 sièges      | 12,8 % : 4 sièges | 12,8 % : 4 sièges         |

## Démographie
Lors du recensement de 1925, le territoire compte 141 645 habitants. 41,9 % se définissent comme Allemands, 27,1 % comme Memellandisch et 26,6 % comme Lituaniens.
Globalement, les Lituaniens habitent des zones plus rurales que les Allemands ; le nombre de locuteurs lituaniens à Klaipėda augmente au fil du temps, tout d'abord à cause de l'urbanisation et de l'exode rural, ensuite du fait de l'implantation de Lituaniens dans le territoire.